# Paul Wenig
Paul Wenig (geboren um 1932 in Schlesien; gestorben 25. Juli 2015) war ein deutscher Kommunalpolitiker und der letzte ehrenamtlich tätige Bürgermeister der Stadt Ronnenberg.

## Leben
Der in Schlesien geborene Paul Wenig wurde am Ende des Zweiten Weltkrieges aus der bei Breslau liegenden ehemaligen Ortschaft Schosnitz, die zur Zeit des Nationalsozialismus 1937 in „Reichsbergen“ umbenannt worden war, als „Reichsdeutscher“ mit seiner Mutter, zwei Brüdern und einer Schwester „von den Polen“ ausgewiesen.
In der Britische Besatzungszone kam Paul Wenig 1946 als 15-jähriger Flüchtling mit seiner Teilfamilie – sein Vater war noch Kriegsgefangener in Italien – mittels eines Transports in einem Viehwagen in Empelde an. Dort wurde den Wenigs in einer Bunkerhalle auf dem Gelände der ehemaligen Munitionsfabrik des Dynamit-Nobel-Konzerns ein kleiner Raum mit fünf Strohsäcken auf dem Fußboden und einem Stuhl zugewiesen. Nachdem auch Wenigs Vater aus der Gefangenschaft entlassen worden war, integrierten sich die Wenigs schnell in dem großen Flüchtlingslager, das zuvor von ehemaligen polnischen Zwangsarbeitern verlassen worden war.
Paul Wenig durchlief in der frühen Nachkriegszeit in Badenstedt eine dreijährige Ausbildung zum Maurer und arbeitete nach der Währungsreform bei mehreren Baufirmen in Hannover, zeitweilig im Akkord in einer Putzerkolonne, bevor er 1950 bei der Firma Lampe eine Festanstellung als Polier erhielt.
Als politisch interessierter junger Mann prangerte Paul Wenig auf den Sitzungen des Gemeinderats „öffentlich die schlechte Bauweise der Kreissiedlungsgesellschaft an.“ In der Folge erhielten er und seine Familie erst im Jahr 1955 einen Bauplatz außerhalb des Empelder Flüchtlingslagers zugewiesen.
1957 wurde Wenig Mitglied der SPD, „um gemeinsam mit Egon Hüper“ auf die kommunale Entwicklung Empeldes Einfluss zu nehmen. Ab 1964 wirkte Wenig zunächst im Rat der ehemaligen Gemeinde Empelde, die später mit der Stadt Ronnenberg vereinigt wurde. Er trat der Gewerkschaft bei und wurde zum Betriebsrat gewählt.
Mehr als vier Jahrzehnte wirkte Paul Wenig in der Kommunalpolitik, viele Jahre gemeinsam mit dem Stadtdirektor Bernhard Lippold, scheute sich dabei nicht, auch in seiner Fraktion „mal ein unbequemes Wort“ zu sprechen. Die Feuerwehr führte er von 1982 bis 1993 als Stadtbrandmeister. Als „bürgernaher Politiker“ packte er bei der Neugestaltung verschiedener Feuerwehrgerätehäuser auch persönlich mit an. Der gelernte Maurer sprach nicht „nur über das große Wohnungsbauvorhaben in Empelde“, sondern hat laut Zeitzeugen so „manche Bude [...] eigenhändig mit hochgezogen.“
Als Bürgermeister in Ronnenberg wirkte Paul Wenig von 1996 bis 2001. 2009 wurde er für seinen ehrenamtlichen Einsatz mit der goldenen Ehrennadel ausgezeichnet, der seinerzeit höchsten Auszeichnung der Stadt.
Paul Wenig starb 2015 nach langer Krankheit im Alter von 83 Jahren. Bei der Trauerfeier würdigte seine Amtsnachfolgerin, Bürgermeisterin Stephanie Harms, in ihrer Ansprache in der überfüllten Kapelle auf dem Friedhof Empelde den Verstorbenen als „ein Beispiel für ein großes ehrenamtliches Engagement.“